# Davide De Pretto
Davide De Pretto (* 19. April 2002 in Thiene) ist ein italienischer Radrennfahrer.

## Sportlicher Werdegang
Als Junior und im ersten Jahr in der U23 beim Team Beltrami TSA Tre Colli war De Pretto zunächst nur bei Rennen des nationalen Kalenders erfolgreich, international blieb er ohne nennenswerte Ergebnisse. Zur Saison 2022 wechselte er in das Team Zalf Euromobil Fior. Mit dem jeweils zweiten Platz beim Giro del Belvedere und Gran Premio Capodarco sowie den dritten Platz im U23-Straßenrennen bei den UEC-Straßen-Europameisterschaften 2022 machte auch international auf sich aufmerksam. In der Saison 2023 erzielte er mit dem Gewinn des Trofeo Alcide De Gasperi seinen ersten Sieg bei einem UCI-Rennen. Beim Giro Next Gen verpasste er zwar einen Etappenerfolg, sicherte sich aber mit regelmäßigen Platzierungen in den Top 10 den Gewinn der Punktewertung.
Nachdem De Pretto in der Saison 2022 bereits Stagiaire beim Team Jayco AlUla war, erhielt er zur Saison 2024 einen Vertrag beim UCI WorldTeam. Nach zahlreichen Top-10-Platzierungen erzielte er mit einem Etappenerfolg bei der Österreich-Rundfahrt 2024 den ersten Sieg für sein neues Team.

## Erfolge
2022
- Europameisterschaften – Straßenrennen

2023
- Trofeo Alcide De Gasperi
- Punktewertung Giro Next Gen

2024
- eine Etappe Österreich-Rundfahrt

## Wichtige Platzierungen
| Grand Tour        | 2025 |
| ----------------- | ---- |
| Giro d’ItaliaGiro | 77   |